# Xin lỗi anh chỉ là sát thủ
Xin lỗi anh chỉ là sát thủ (tiếng Hàn Quốc: 럭키, tiếng Anh: Luck-Key) là một bộ phim hài hành động của Hàn Quốc do đạo diễn Lee Gye-byeok thực hiện cùng với Yong Film sản xuất. Đây là phiên bản làm lại của bộ phim gốc Chìa khoá đổi đời của Nhật Bản năm 2012. Phim có sự tham gia của các diễn viên nổi tiếng như Yoo Hae-jin, Lee Joon, Jo Yoon-hee và Lim Ji-yeon. Phim bắt đầu công chiếu tại các rạp Hàn Quốc vào ngày 13 tháng 10 năm 2016 và tại Việt Nam vào ngày 21 tháng 10 năm 2016.

## Nội dung
Nhân vật chính trong phim là Hyung-wook - một tay sát thủ khét tiếng trong giới giang hồ. Gã có phong cách làm việc chuyên nghiệp, hiệu quả, không bao giờ để lại dấu vết sau khi ra tay. Một hôm, Hyung-wook gặp phải tai nạn tại nhà tắm công cộng và bất tỉnh. Lợi dụng lúc hỗn loạn, chàng thanh niên Jae-sung bèn tráo đổi chìa khóa tủ đồ của mình với gã sát thủ.
Trái ngược với Hyung-wook, Jae-sung chỉ là chàng diễn viên quèn bất tài, có cuộc sống nghèo khổ, thất bại. Sau khi tráo chìa khóa, anh đóng giả làm gã sát thủ kia, tận hưởng cuộc sống giàu sang. Ở thế trái ngược, Hyung-wook khi tỉnh lại bị mất trí nhớ, cứ ngỡ mình là một diễn viên nghèo. Hàng loạt tình huống dở khóc, dở cười bắt đầu nảy sinh từ đây.
Ri-na, một nữ nhân viên cứu thương tốt bụng, đã thanh toán viện phí cho Hyung-wook. Khi thấy Hyung-wook không còn tiền, Ri-na đã đề nghị gã làm việc tại quán ăn của mẹ cô. Với kỹ năng dùng dao điêu luyện, Hyung-wook trở thành đầu bếp chính, thu hút nhiều khách cho quán. Sau đó, gã thấy một ngày được đánh dấu trên lịch và tin rằng mình là một diễn viên sẽ đóng một bộ phim xã hội đen.
Ban đầu gặp khó khăn với vai trò diễn viên nhưng Hyung-wook lại thể hiện xuất sắc các cảnh hành động nhờ kỹ năng võ thuật vốn có của mình. Hyung-wook và Ri-na bắt đầu có cảm tình với nhau. Trong khi đó tại căn hộ của Hyung-wook, Jae-sung phát hiện ra một căn phòng bí mật và nghĩ rằng Hyung-wook là cảnh sát chìm đang bảo vệ một nữ nhân chứng tên Eun-joo, người cũng đang sống trong tòa nhà này. Jae-sung luôn dõi theo Eun-joo và dần dần yêu cô.
Một ngày nọ, Jae-sung trả lời cuộc điện thoại gọi đến Hyung-wook và đi gặp các doanh nhân hỏi anh tại sao Eun-joo vẫn còn sống. Jae-sung lúc này hiểu rằng Hyung-wook thực ra là sát thủ được thuê để giết Eun-joo. Sau chuyến dã ngoại với gia đình Ri-na, Hyung-wook phục hồi trí nhớ và tìm thấy Jae-sung và Eun-joo trong căn hộ của mình. Hyung-wook tiết lộ rằng gã không phải là sát thủ thật sự, gã thường giúp các mục tiêu ám sát có cuộc sống mới bằng cách làm giả cái chết của họ và chia tiền cho họ. Hyung-wook, Jae-sung và Eun-joo lên kế hoạch để cả ba có thể bắt đầu cuộc sống mới.
Hyung-wook nói với Ri-na rằng họ không thể ở bên nhau và rời đi. Ri-na tò mò theo dõi Hyung-wook đến tòa nhà bỏ hoang - nơi gã, Jae-sung và Eun-joo giả vờ chém giết nhau trước mặt các doanh nhân đã thuê Hyung-wook. Kế hoạch thành công mặc dù sự can thiệp bất ngờ của Ri-na suýt phá hỏng "màn kịch" của ba người. Các doanh nhân tin rằng họ đều đã chết và bỏ đi. Hyung-wook sau đó giải thích mọi chuyện với Ri-na, rồi đến trường quay để hoàn thành cảnh phim cuối cùng, đồng thời thổ lộ tình cảm với Ri-na. Sau này Hyung-wook vẫn tiếp tục làm diễn viên, gã và Jae-sung cùng nhau đóng một bộ phim mới.

## Diễn viên
- Yoo Hae-jin vai Hyung-wook
- Lee Joon vai Jae-sung
- Jo Yoon-hee vai Ri-na
- Lim Ji-yeon vai Eun-joo
- Jo Han-chul vai Il-sung
- Choi Dae-sung vai đạo diễn phim
- Jeon Hye-bin vai nữ diễn viên đóng cùng Hyung-wook
- Lee Dong-hwi vai Min-suk
- Kim Min-sang vai đạo diễn phim
- Cha Yeop vai trợ lý đạo diễn
- Kim Ji-An vai Kang Yoo-na
- Sung Byoung-sook vai mẹ của Ri-na
- Park Seung-tae vai bà của Ri-na
- Go Joon vai Kwon Hee-rak
- Lee Yong-nyeo vai bà chủ
- Geum Kwang-san vai Han Jang-hyuk
- Lee Seung-chul vai Han Jang-hyuk thật
- Kim Han-kyu vai Suk Min-woo
- Cha Soon-hyoung vai Choi Moon-suk
- Lee Sung-wook vai Nam Myung-jin (Thư ký Nam)
- Jung Hee-tae vai Kim Pil-gyu (Chủ tịch Kim)
- Lee Dong-yong vai Choi Dong-yong (Trưởng phòng Choi)
- Song Yo-seb vai Jo Chul-moo
- Kim Ik-tae vai bố của Jae-sung (Thợ cắt tóc)
- Moon Jong-won vai Ggakdoogi
- Seo Young-hwa vai mẹ của Eun-joo

## Phát hành
Phim đã được bán cho 9 quốc gia bao gồm: Trung Quốc, Đài Loan, Việt Nam, Philippines, Mỹ và Anh trước khi phát hành tại quê nhà vào ngày 13 tháng 10 năm 2016.
Một thời gian sau khi ra rạp ở Việt Nam phim được phát hành trên nền tảng FPT Play với tên Sát thủ đổi vai.

## Sản xuất
Phim dưới sự chỉ đạo của đạo diễn Lee Gye-byeok, được sản xuất bởi Yong Film từ ngày 1 tháng 9 năm 2015 và kết thúc vào ngày 25 tháng 11 năm 2015 tại Hàn Quốc.

## Giải thưởng
| Năm  | Giải thưởng                                       | Hạng mục                          | Người nhận  | Kết quả   |
| ---- | ------------------------------------------------- | --------------------------------- | ----------- | --------- |
| 2017 | Giải thưởng Nghệ thuật Baeksang lần thứ 53        | Nam diễn viên chính xuất sắc nhất | Yoo Hae-jin | Đề cử     |
| 2017 | Giải thưởng nghệ thuật điện ảnh Chunsa lần thứ 22 | Nam diễn viên chính xuất sắc nhất | Yoo Hae-jin | Đề cử     |
| 2017 | Liên hoan phim Đại học Hàn Quốc lần thứ 12        | Nam diễn viên chính xuất sắc nhất | Yoo Hae-jin | Đoạt giải |